# The Ancient of Days
The Ancient of Days è un disegno di William Blake, originariamente pubblicato come frontespizio dell'opera poetica Europe a Prophecy del 1794.
Prende il titolo da uno degli appellativi di Dio nel libro di Daniele (Dan 7,22) e mostra Urizen accovacciato entro una forma circolare, su uno sfondo che ricorda una nuvola, la mano tesa a reggere un compasso aperto sullo spazio oscuro sottostante.
Un motivo analogo si trova nel Newton ultimato l'anno seguente e, come osservato nella biografia Life of William Blake di Gilchrist (1863), il soggetto era un particolare preferito di Blake, che amava replicarlo spesso. Come tale appare in diverse versioni dell'opera, tra cui una dipinta poche settimane prima di morire per Frederick Tatham.
I primi critici di Blake annoverano l'opera come una delle migliori e tra le preferite dell'artista e Richard Thompson, nel Nollekens and His Times di Smith lo descrive come «... un esemplare d'arte insolitamente fine, quasi al limite del sublime di Raffaello o Michelangelo» che rappresenta l'evento narrato nei Proverbi (Prov 8,27): «quando tracciava un cerchio sull'abisso».
L'immagine è stata usata come copertina dell'edizione tascabile dell'antologia God Created the Integers di Stephen Hawking (2005).

## Galleria d'immagini
Sono note tredici copie di Europe a Prophecy, ognuna delle quali, essendo dipinta a mano, ha qualità artistiche uniche. 

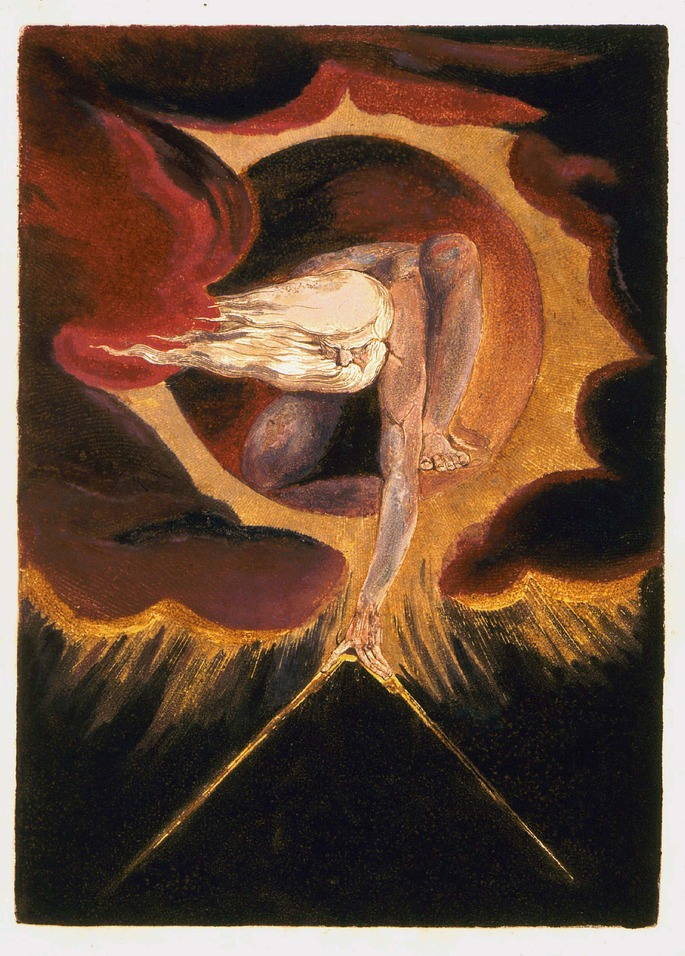
Biblioteca dell'Università di Glasgow
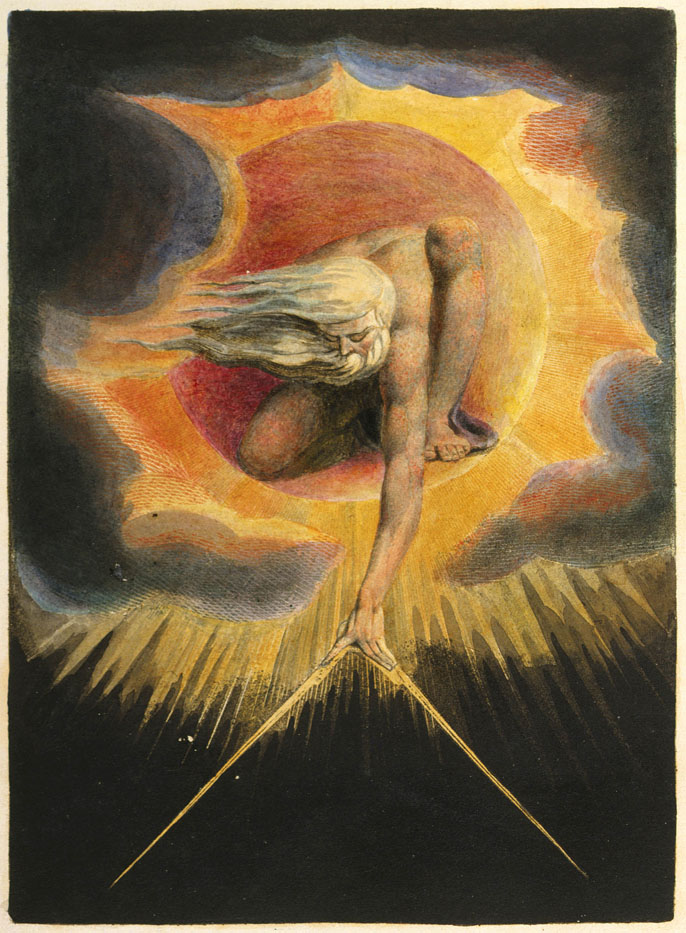
British Museum
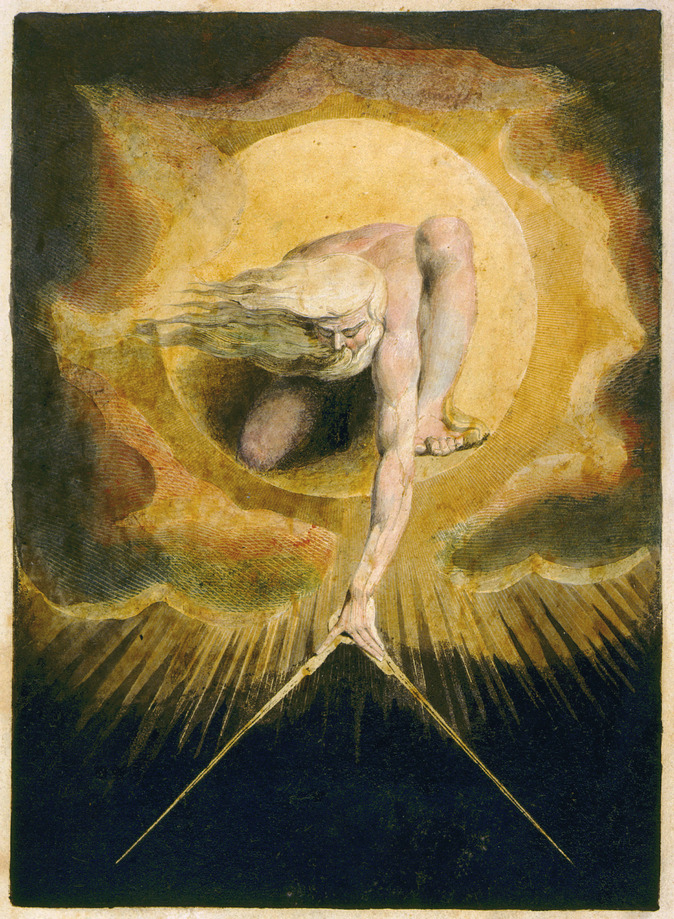
Biblioteca del Congresso
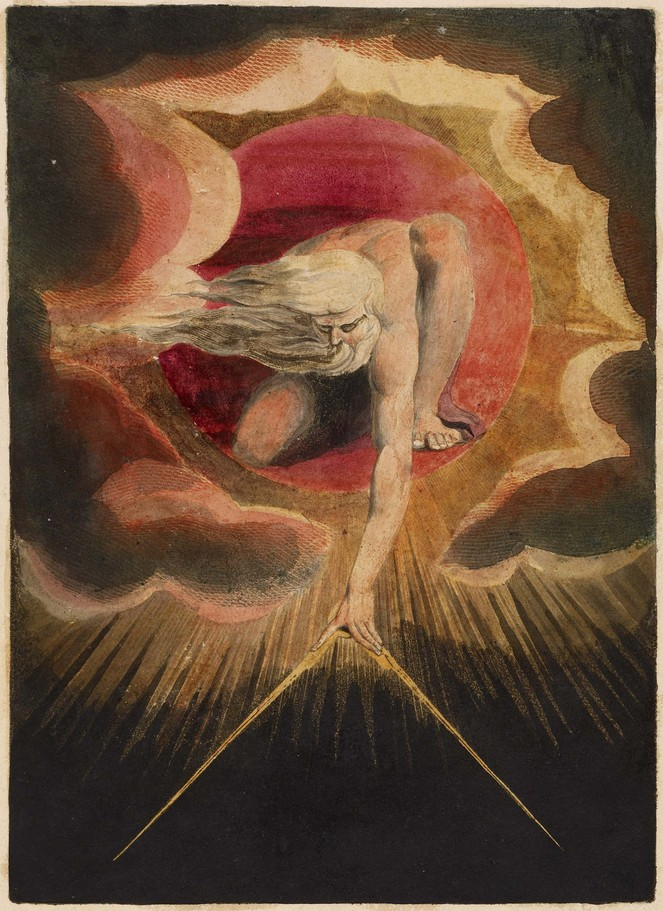
Morgan Library & Museum
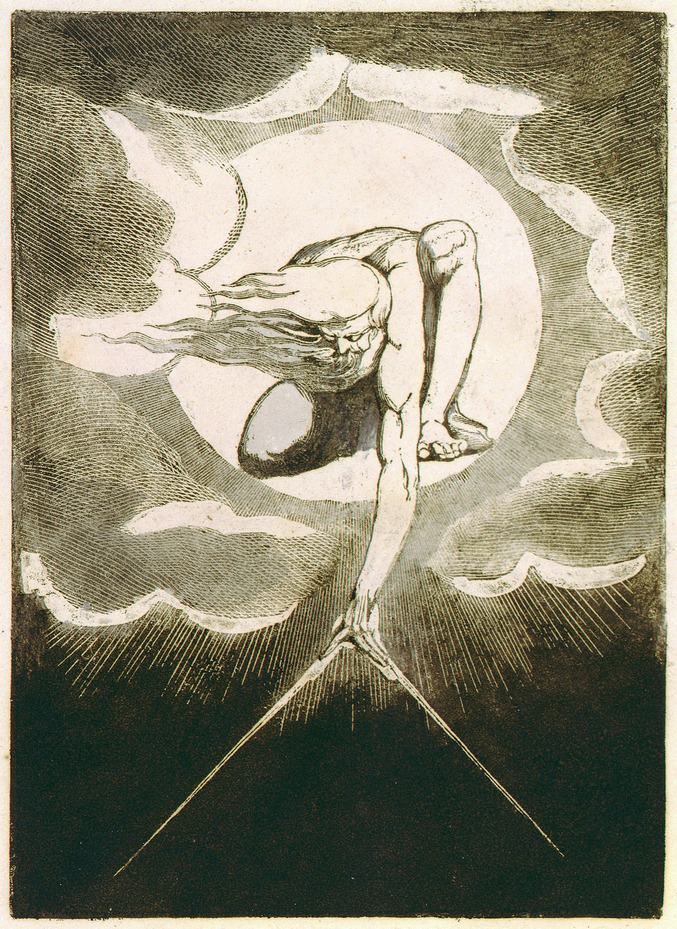
Houghton Library